# Carlos Domínguez Domínguez
Carlos Domínguez Domínguez, noto anche con lo pseudonimo di Carlitos (Mairena del Aljarafe, 18 settembre 1976), è un ex calciatore spagnolo, di ruolo attaccante.

## Palmarès

### Club
- Coppa di Spagna: 1

Maiorca: 2002-2003

### Nazionale
- Campionato d'Europa Under-18: 1

1995